# Р-13
Р-13 (индекс ГРАУ — 4К50, по класификацията на МО на САЩ и NATO — SS-N-4 Sark, е съветска течногоривна едностепенна балистична ракета, която в състава на ракетния комплекс Д-2 е стояла на въоръжение на подводниците от проектите 629 и 658. Разработката ѝ е започната в ОКБ-1 и е продължена в СКБ-385.
С нейна помощ е бил изпълнено единственото в СССР изстрелване на балистична ракета с ядрена бойна глава от борта на подводница. На 20 октомври 1961 година в хода на ученията «Радуга» от подводницата «К-102» по полигона на Нова Земя е произведено изстрелване на ядрена ракета Р-13. За времето на използване на комплекса от 1961 до 1973 година са проведени 311 изстрелвания, от които 225 са признати за успешни.
Ракетата Р-13 е първата ракета в СССР, специално разработена за изстрелване от подводници. 

## Конструкция

### Ракета Р-13
Ракетата Р-13 конструктивно представлява едностепенна балистична ракета с моноблочна отделяща се глава.
Р-13 е оборудвана с петкамерен ракетен двигател с течно гориво С2.713 с тяга 25,7 тона, разработен в конструктивното бюро за химическо машиностроене под ръководството на Алексей Михайлович Исаев . Двигателят се състои от централна неподвижна маршева камера и четири завъртащи се рулеви камери и има два режима на работа. – горючем ТГ-02 За подаване на гориво в камерите се използват два турбопомпи и два газогенератора. Схемата с използване на завъртащи се рулеви камери позволява да се откажат от масивното графитно оперение.
Резервоарите са носещи и представляват цялозаварена конструкция от стомана.
В горната част на ракетата се намира отделяемата бойна глава с маса около 1600 кг с термоядрен боен заряд с мощност 1 Мт. Нейното отделяне се осъществява чрез барутен изтласквач. Главата има цилиндричен корпус с коническа предна част.

## Развъртане и експлоатация
От 1959 до 1962 година в съветския ВМФ се използват 22 подводици от проекта 629, въоръжени с ракети Р-13. 
По време на Карибската криза от подводниците са предвидени за базиране на Куба от юли 1962 година. На подводниците са поставени ядрени бойни заряди. Част от тях тръгват, но във връзка с приключването на кризата получават заповед да се върнат в базата>.
Общо във времето на експлоатацията на комплекса от 1961 до 1973 година са проведени 311 пуска, от които 225 успешни. В 38 от случаите се получава отказ на системите на ракетата или стартовото оборудване, а още в 38 причина за неуспеха са грешки на личния състав. Причините за 10 неуспешни пуска са неустановени.

### Ядрени изпитания
През лятото на 1961 година е взето решение от правителството за изпитателни стрелби в ядрено изпълнение. На 20 октомври 1961 година, в хода на ученията „Радуга“, са проведени два пуска по полигона на архипелага Нова Земя между баренцово море и карско море с ракети Р-13..
Това е единствения в СССР случай на използване на ядрено оръжие изстреляно от подводница.

## Тактико-технические характеристики
|                                         | Р-13                    |
| --------------------------------------- | ----------------------- |
| Индекс УРАВ ВМФ                         | 4К50                    |
| [Код по НАТО                            | SS-N-4 Sark             |
| Индекс на комплекса                     | Д-2                     |
| Носители (Шаблон:Comment)               | Подвоници от проекта629 |
| Характеристики на ракетата              |                         |
| Количество степени                      | 1                       |
| Максимална маса на ракетата, кг         | 13 745                  |
| Суха маса, кг                           | 3730                    |
| Тегло на горивото, кг                   | 2232                    |
| Тегло на окислителя, кг                 | 7774                    |
| Дължина, мм                             | 11 835                  |
| Диаметър, мм                            | 1300                    |
| Размах на стабилизаторите, мм           | 1910                    |
| Полезен товар                           |                         |
| тегло на БГ, кг                         | 1597,5                  |
| Тип на БГ                               | термоядерна             |
| Количество и вид                        | 1, моноблок отделяема   |
| Мощност                                 | 1 Мт                    |
| Система на управление инерциална        |                         |
| Кръгово вероятно отклонение, км         | 4                       |
| Двигател                                | ЖРД С2.713              |
| Гориво                                  | ТГ-02+АК-27И            |
| Тип на старта                           | надводен                |
| Параметри на траекторията               |                         |
| Максимална скорост, м/с                 | 2050                    |
| Максимална височина на траекторията, км | 145                     |
| Максимална далекобойност, км            | 600                     |
| Минимална далекобойност, км             | 148,2                   |
| Време на полета максимално, с           | 425                     |
| Скорост при целта, м/с                  | 700                     |